# Dusty Jonas
Dusty Jonas (Estados Unidos, 19 de abril de 1986) es un atleta estadounidense especializado en la prueba de salto de altura, en la que consiguió ser medallista de bronce mundial en pista cubierta en 2010.

## Carrera deportiva
En el Campeonato Mundial de Atletismo en Pista Cubierta de 2010 ganó la medalla de bronce en el salto de altura, con un salto por encima de 2.31 metros, siendo superado por los rusos Ivan Ukhov (oro con 2.36 metros) y Yaroslav Rybakov (plata también con 2.31 metros pero en menos intentos).